# Медолюб-сережник великий
Медолюб-сережник великий (Anthochaera paradoxa) — вид горобцеподібних птахів родини медолюбових (Meliphagidae).

## Поширення
Ендемік Австралії. Поширений в Тасманії та на сусідньому острові Кінг. Мешкає у різноманітних середовищах — сухі та вологі ліси, відкриті евкаліптові та банксієві ліси, прибережні верескові зарості, гірські чагарники, сади тощо.

## Опис
Найбільший представник родини. Птах сягає 37,5—45 см завдовжки, вагою до 175 г. Це стрункий птах з довгим хвостом і сильним дзьобом. Оперення в коричневих і білих плямах, верхня сторона темніша, нижня сторона світліша. На череві є жовта пляма. На кожній щоці є довгасті жовті смужки шкіри, які збільшуються в шлюбний період, стаючи яскравішими.

## Спосіб життя
Харчується переважно нектаром, але також їсть квіти, ягоди, насіння та комах. Розмножується у будь-яку пору року. Самиця відкладає 2—3 яйця. Інкубація триває 16 днів.